# John Qvarfordt
John Qvarfordt, född Johan Fredrik Emanuel Qvarfordt 19 juli 1896 i Trosa, Södermanlands län, död 29 oktober 1966 i Sofia församling i Stockholm, var en svensk fotograf och skådespelare.  
Qvarfordt grundade kamratföreningen Film och Scen som sedan blev ett fackligt forum för kör, balett och statister inom Musikerförbundet. Han var en av deltagarna i den stora filmstrejken mot filmbolagen i början på 1950-talet och svartlistades en tid av filmbolagen. Vid sidan av arbetet som fotograf var han verksam inom film, teater och revyer från början av 1930-talet till mitten av 1950-talet.
John Qvarfordt är begravd på Skogskyrkogården i Stockholm.

## Filmografi roller
- 1954 – Flicka med melodi